# Testosteron

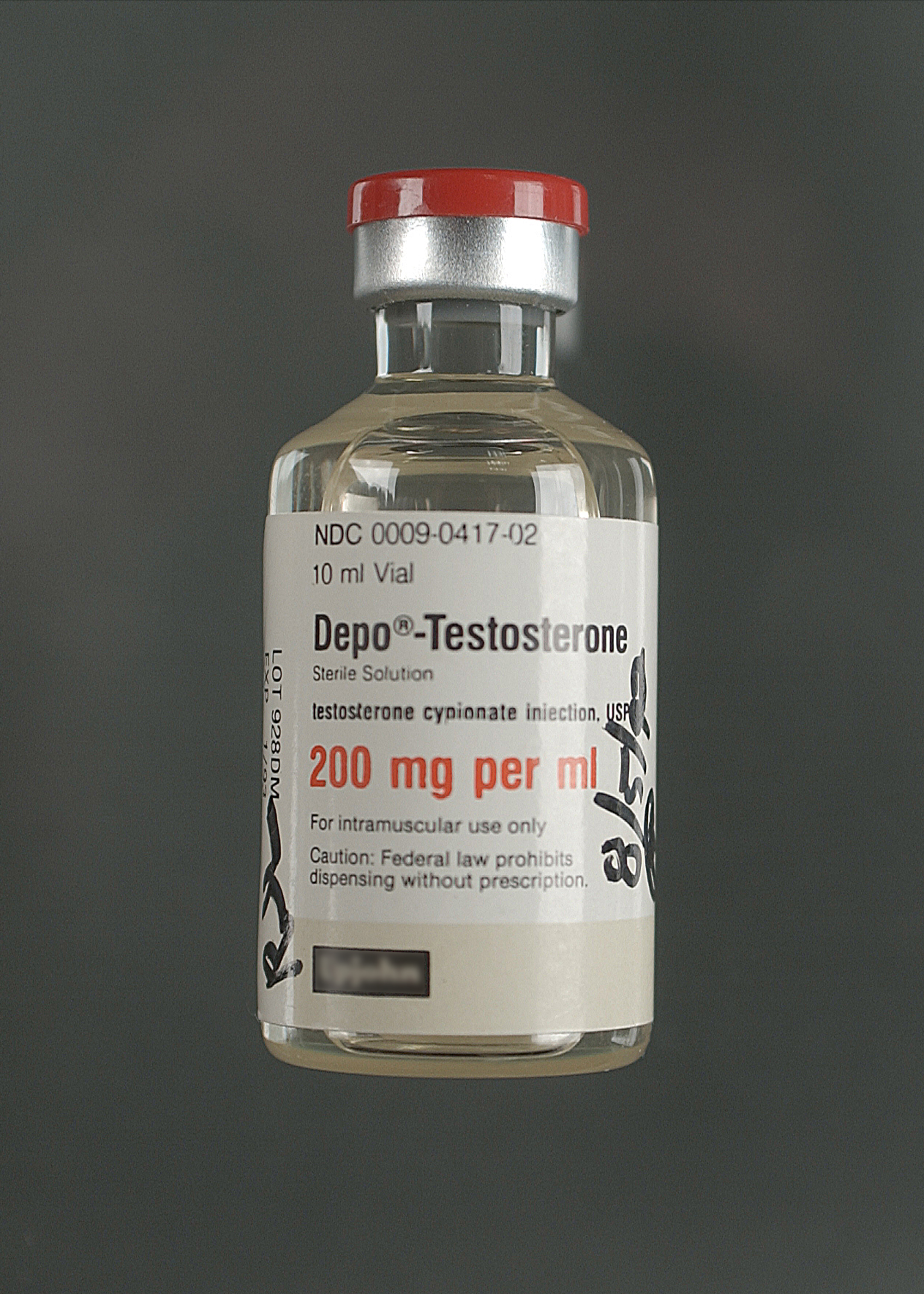
Léková forma

Testosteron je steroidní hormon ze skupiny androgenů. Řadí se mezi anabolické steroidy, je to mužský pohlavní hormon (androgen).

## Produkce a působení
Přirozenou cestou vzniká testosteron v Leydigových buňkách ve varlatech a v buňkách nadledvin. U mužů ovlivňuje spermatogenezi a vývoj sekundárních pohlavních znaků. Patrný je jeho vliv především v pubertě, kdy dochází k růstu varlat a penisu, pigmentaci a vrásnění šourku, po těle začíná růst ochlupení, zvětšuje se prostata a hrtan, dochází k nárůstu svalové hmoty. V dospělosti testosteron s jinými androgeny udržuje mužský charakter ochlupení, stimuluje spermatogenezi a brání rozvoji osteoporózy. Ze společenského hlediska je spojován s dominancí, libidem a agresivitou; je zkoumán jeho vliv na čestné chování. Znamením vyšší hladiny testosteronu je také lepší prostorová představivost. Úroveň testosteronu u mužů historicky klesá.
Produkci u muže zajišťují ze 2/3 varlata a z 1/3 nadledviny. U ženy jsou naopak nadledviny hlavním zdrojem mužských hormonů, testosteron u nich však zároveň vzniká i ve vaječnících.
Testosteron může být vázaný na albumin nebo na SHBG. V případě volného testosteronu se jedná o nejvíce biologicky aktivní formu připravenou pro využití jinými orgány a částmi lidské tkáně. Volný testosteron ovlivňuje všechny pozitivní vlastnosti vysoké hladiny testosteronu. Většinou se jedná pouze o 2–3 % z celkového množství testosteronu.
Přirozenou formou je možné udržet hladinu testosteronu prostřednictvím dostatečného spánku, kdy je dokázáno, že při nedostatečném spánku (5 hodin za noc) se u zdravých mužů sníží hladina testosteronu o 15 %. Mezi další faktory ovlivňující hladinu testosteronu je přemíra stresu, nekvalitní strava a s tím související nedostatek mikro živin v podobě vitamínů, minerálů a stopových prvků. V případě dodržení zásad zdravého životního stylu je možné i v pokročilém věku udržet optimální hladinu testosteronu .

### Léky
Testosteron se používá jako lék na léčbu mužů s příliš malou nebo žádnou přirozenou produkcí testosteronu, určitých forem rakoviny prsu a pohlavní dysforie u transgender mužů známé jako hormonální substituční léčba (HRT) nebo substituční terapie testosteronem (TRT), která udržuje hladiny testosteronu v séru v normálním rozmezí. Pokles produkce testosteronu s věkem vedl k zájmu o náhradní terapii androgeny. Není zatím jasné, zda je použití testosteronu pro zvýšení jeho nízké hladiny v důsledku stárnutí prospěšné nebo škodlivé. 
Testosteron je zařazen do seznamu základních léků Světové zdravotnické organizace, které jsou nejdůležitějšími léky potřebnými v základním zdravotním systému. Je k dispozici jako obecný lék a jeho cena závisí na použité formě testosteronu.  Může být podáván jako krém nebo transdermální náplast, která se aplikuje na kůži injekcí do svalu, jako tabletu, která je umístěna na tvář nebo požití.
Časté nežádoucí účinky testosteronových léků zahrnují akné, otok a zvětšení prsou u mužů. Závažné nežádoucí účinky mohou zahrnovat jaterní toxicitu, srdeční onemocnění a změny v chování. Ženy a děti, které jsou jeho působení vystaveny, mohou vyvinout virilizaci. Doporučuje se, aby pacienti s rakovinou prostaty neužívali léky. 

### Sexualita
Výzkum z listopadu 2024 neprokázal souvislost mezi hladinou testosteronu u mužů a intenzitou sexuální touhy během dne. Identifikoval ale souvislost hladiny testosteronu u svobodných mužů, kteří na rozdíl od zadaných mužů měli tendenci se více seznamovat ve dny, kdy měli hladinu vyšší.